# Palomar (Ribera de Arriba)
Palomar (oficialmente en asturiano Palombar) es una parroquia española del concejo de Ribera de Arriba, perteneciente a la comunidad autónoma de Asturias.

## Historia
Hacia mediados del siglo XIX, la parroquia, ya por entonces perteneciente a Ribera de Arriba, tenía contabilizada una población de 197 habitantes. Aparece descrita en el duodécimo volumen del Diccionario geográfico-estadístico-histórico de España y sus posesiones de Ultramar de Pascual Madoz con las siguientes palabras:

PALOMAR (Sta. Leocadia): felig. en la prov., part. jud. y dióc. de Oviedo (1 1/4 leg.), ayunt. de Ribera de arriba (1/4). sit. en la estremidad occidental del ayunt., á orillas del r. Nalon; clima templado y sano. Tiene 47 casas en los barrios de Barzana, Juncal, Labarejos, Mortera, Roza y Tuejos, y los cas. de Cabornío y Esquilero. La igl. parr. (Sta. Leocadia), se halla servida por un cura de primer ascenso y patronato real; al frente de la igl. existen un pino y una haya de tanta magnitud y frondosidad, que pasan como una de las cosas mas notables del pais. Confina el térm. con los de Puerto, Ferreros, y Soto. El terreno es ameno, delicioso y de buena calidad; tiene 3 fuentes de esquisitas aguas, y le cruza un arroyo, que da impulso á 3 molinos harineros de 2 muelas cada uno. prod.: trigo, maiz, habas, patatas, lino, cáñamo, y frutas; hay ganado, y pesca de varias clases. pobl.: 47 vec.. 197 alm. contr.: con su ayunt. (V.).
(Madoz, 1849, p. 624)

En 2023, la entidad colectiva de población tenía empadronados 161 habitantes.